# Mesa Verde (Kalifornija)
Mesa Verde je naseljeno područje za statističke svrhe u američkoj saveznoj državi Kalifornija. Prema popisu stanovništva iz 2010. u njemu je živjelo 1.023 stanovnika.